# Nikolaos Chatzis (Basketballspieler)
Nikolaos „Nikos“ Chatzis (griechisch Νικόλαος Χατζής, * 3. Juni 1976 in Kalamata) ist ein ehemaliger griechischer Basketballspieler.

## Werdegang
Nikolaos Chatzis begann seine Karriere in seiner Geburtsstadt beim dort ansässigen Amateurverein Poseidon Kalamatas. 1995 erhielt er als frisch gekürter Juniorenweltmeister bei AEK Athen den ersten Profivertrag seiner Karriere. Bei AEK blieb Chatzis bis 2005 und konnte neben einer Meisterschaft und zwei Pokalerfolgen 2000 auch den Saporta Cup gewinnen. Während dieses Zeitraums stieg Chatzis zum Mannschaftskapitän auf und führt seitdem die Statistiken für die meisten Erstligaspiele, erzielten Punkte und Assists in AEKs Vereinsgeschichte an.
Nach je einer Saison bei Olympiakos Piräus und Panionios Athen, kehrte Chatzis im Sommer 2007 zu AEK zurück. 2009 wechselte er dann zu Ilisiakos Athen, bevor er 2014 eine Saison lang für den Arkadikos spielte.

## Nationalmannschaft
Seinen größten Erfolg mit den Nationalfarben Griechenlands hatte Chatzis 1995, als er neben Spielern wie Michalis Kakiouzis, Giorgos Kalaitzis, Dimitris Papanikolaou oder auch Efthimios Rentzias mit der U-19 Nationalmannschaft vor heimischem Publikum die Weltmeisterschaft gewinnen konnte. Sein Debüt bei der Griechischen Nationalmannschaft gab Chatzis am 18. Dezember 1996 bei einem Spiel gegen die Bosnische Nationalmannschaft. 2004, nach einer Begegnung gegen Brasilien, trat Chatzis nach 26 Einsätzen und 123 Punkten (4,73 im Schnitt) aus dem Nationalteam zurück.

## Erfolge
- Griechischer Meister: 2005
- Griechischer Pokalsieger: 2000, 2001
- Saporta Cup: 2000
- U-19-Weltmeister: 1995
- U-16-Europameister: 1993

## Auszeichnungen
- Teilnahme an der U-19-Weltmeisterschaft: 1995
- Teilnahme an der U-18-Europameisterschaft: 1994
- Teilnahme an der U-16-Europameisterschaft: 1993
- Teilnahme am Akropolis-Turnier: 1998, 1999, 2004
- Sieger im Three-Point-Shootout-Wettbewerb des griechischen All-Star-Games: 2000, 2003

| Personendaten    | Personendaten                  |
| ---------------- | ------------------------------ |
| NAME             | Chatzis, Nikolaos              |
| ALTERNATIVNAMEN  | Chatzis, Nikos                 |
| KURZBESCHREIBUNG | griechischer Basketballspieler |
| GEBURTSDATUM     | 3. Juni 1976                   |
| GEBURTSORT       | Kalamata                       |